# Социология пространства
Социология пространства — специальная социологическая теория, а также область прикладных исследований, предметом которых является пространственное устроение социальной жизни.

## История
Термин «социальное пространство» в социологическую науку вводит Г. Зиммель в 1903 году в одноименной работе. В зарубежной социологии данное направление развивали И. Гофман, Э. Гидденс, П. А. Сорокин, П. Бурдье, П. Бергер, Т. Лукман, Э.Шилз (центро-периферийные отношения), Дж. Урри и другие.
В отечественной социологии проблема социального пространства порой считается относительно новой. Между тем, изучением данной проблематики занимались и занимаются: П. А. Сорокин, А. Х. Зильберталь, А. М. Якшин, Ю. А. Левада, Г. А. Гольц, Ю. Г. Вешнинский, А. Г. Левинсон, А. Ф. Филиппов, О. С. Чернявская, Е. А. Рыбалка и другие.